# Saint-Germain-sur-École
Saint-Germain-sur-École là một xã ở tỉnh Seine-et-Marne, thuộc vùng Île-de-France ở miền bắc nước Pháp.

## Dân số
Người dân ở Saint-Germain-sur-École được gọi là Saint-Germanois.
Điều tra dân số năm 1999, xã này có dân số là 328.